# Cantone di Macouria
Il cantone di Macouria è una divisione amministrativa dell'arrondissement di Caienna, nel dipartimento d'oltremare della Guyana.
È formato dal solo comune di Macouria.